# مناطق کلیدی تنوع زیستی
مناطق کلیدی تنوع زیستی (به انگلیسی: Key Biodiversity Areas (KBA)) به شناسایی و تعیین مناطق دارای اهمیت بین‌المللی از نظر حفاظت تنوع زیستی با استفاده از معیارهای استاندارد جهانی کمک می‌کند. KBAها مفهوم منطقه مهم پرندگان (IBA) را به سایر گروه‌های آرایه‌شناسی گسترش می‌دهند و اکنون در بسیاری از نقاط جهان توسط طیف گسترده‌ای از سازمان‌ها شناسایی می‌شوند. به عنوان مثال می‌توان به مناطق مهم گیاهی (IPAs)، مناطق مهم زیستی و بوم‌شناختی (EBSAs) در دریای آزاد، زیستگاه‌های هم‌پیمان برای انقراض صفر (AZE)، مناطق پروانه‌خیز برتر، مناطق مهم پستانداران و زیستگاه‌های مهم برای تنوع زیستی آب شیرین، با معیارهای اولیه توسعه یافته برای نرم‌تنان و ماهیان آب شیرین و برای سیستم‌های دریایی اشاره کرد. تعیین KBAها اغلب زیستگاه‌هایی را در دستور کار حفاظت قرار می‌دهد که در گذشته به دلیل ماهیت دو معیار غیرانحصاری مورد استفاده برای تعیین آنها نیاز به حفاظت دارند: آسیب‌پذیری و غیرقابل جایگزینی.
استاندارد جهانی KBA در سال ۲۰۱۶ منتشر شد.

## هدف‌ها
- توسعه ظرفیت فنی و حفاظتی در درون کشورها و در مقیاس جهانی
- توسعه مشارکت بین سازمان‌های کلیدی - اعم از دولتی و غیردولتی - مرتبط با حفاظت از زیستگاه
- درک گسترده‌ای از فرایند و مالکیت گسترده فهرست زیستگاه‌هایی نهایی
- تمرکز بر هر کار نظرسنجی جدید روی مهم‌ترین شکاف‌های دانش